# Jožef Kopše
Jožef Kopše, slovenski politik, poslanec in inženir varstva pri delu, * 4. marec 1944.

## Življenjepis
Leta 1992 je bil izvoljen v 1. državni zbor Republike Slovenije; v tem mandatu je bil član naslednjih delovnih teles:
- Odbor za obrambo (predsednik od 17. septembra 1993 do 21. decembra 1995),
- Odbor za nadzor proračuna in drugih javnih financ (podpredsednik),
- Komisija za nadzor nad delom varnostnih in obveščevalnih služb,
- Komisija za spremljanje in nadzor lastninskega preoblikovanja družbene lastnine,
- Komisija za lokalno samoupravo (do 31. januarja 1996),
- Odbor za finance in kreditno-monetarno politiko (do 31. januarja 1996) in
- Odbor za znanost, tehnologijo in razvoj (do 31. januarja 1996).

Do 10. novembra 1995 je bil član Slovenske nacionalne stranke.